# Norman Bethune
Pour les articles homonymes, voir Bethune.
Henry Norman Bethune (né le 4 mars 1890 à Gravenhurst, Ontario, Canada et mort le 12 novembre 1939 en Chine) est un médecin canadien métis[réf. à confirmer], qui a surtout agi en Espagne durant la guerre civile espagnole (1936-1939) et en Chine durant la guerre sino-japonaise (1937-1945) où sa mémoire est honorée sous la transcription phonétique de son nom, 白求恩, báiqiúēn sur l’autel des ancêtres de beaucoup de chaumières et dans plusieurs essais de Mao Zedong. En 1990, la Chine et le Canada ont émis un timbre poste à l’effigie de Norman Bethune pour célébrer le centième anniversaire de sa naissance.
Chirurgien thoracique pneumologue, Norman Bethune est honoré comme humaniste, innovateur en chirurgie et précurseur de la médecine sociale qui a abouti au Canada à l’assurance-maladie universelle le 13 juin 1969.
Atteint de tuberculose pulmonaire, Norman Bethune a essayé sur lui-même le pneumothorax artificiel par injection d’un gaz dans la cavité pleurale avant de développer et de répandre cette technique médicale. Il a aussi conçu des instruments chirurgicaux toujours produits et en usage.

## Biographie

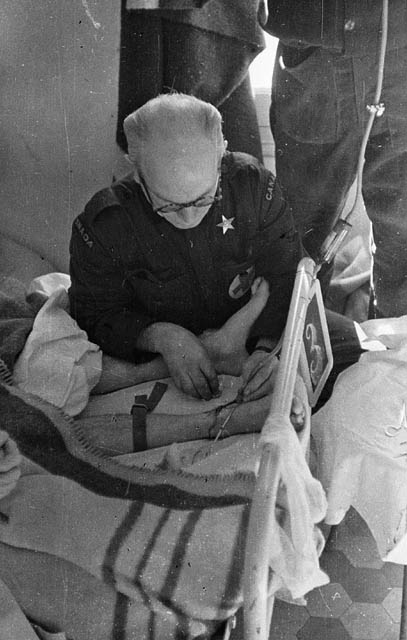
En Espagne en 1937.

Dès son enfance, il a eu une admiration débordante pour son grand-père Norman Bethune, chirurgien militaire pendant la guerre de Crimée et compagnon d'Henri Dunant, homme d'affaires et fondateur de la Croix-Rouge.
Pendant la Première Guerre mondiale, Norman Bethune travaille comme brancardier. Il est blessé, à Ypres en Belgique, commune rendue tristement célèbre pour la première attaque au gaz de combat. Il continue, par la suite, ses études en médecine à l'Université de Toronto, puis s'enrôle de nouveau dans l'armée britannique comme chirurgien. Il est médecin militaire pour les aviateurs canadiens en France pendant les six derniers mois de la Première Guerre mondiale. Cette démarche est la première d'une longue série de réalisations pour venir en aide à l'humanité.
Après quelque pratique privée à Détroit, Michigan, il est atteint de tuberculose pulmonaire, en 1926. Cette épreuve personnelle passée, il se consacre aux victimes de la tuberculose et à la chirurgie thoracique à l'Hôpital Royal Victoria de Montréal, puis à l'Hôpital Sacré-Cœur à Cartierville, toujours à Montréal.

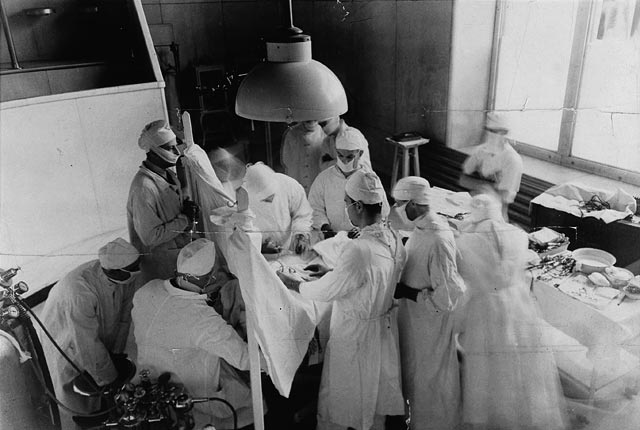
Béthune assiste à une opération, hôpital Royal Victoria, 1933.

Entre 1929 et 1936, il invente ou redessine 12 instruments médicaux ou chirurgicaux, et publie 14 articles décrivant ses innovations en technique thoracique. De plus en plus désillusionné par le traitement chirurgical, il s'inquiète des aspects socio-économiques de la maladie. Il propose alors des réformes radicales des soins médicaux et des services de santé au Canada.
Les conditions de vie difficiles à Montréal, l’injustice sociale et la pauvreté le poussent en 1935 vers le Parti communiste du Canada et à donner des soins médicaux gratuits. Un tiers de la population montréalaise était alors sur l’assistance publique et privée. Il met notamment sur pied une clinique médicale gratuite pour les gens défavorisés à Montréal, dans le cadre de son idéologie humaniste de médecine sociale.
Engagé dans la guerre civile espagnole (1936-1939) du côté républicain, Norman Bethune organise l’Unité mobile de transfusion sanguine sur la ligne de front (1936-1938), une première dans les annales militaires. Par le symbole du sang, ces transfusions sanguines ont eu des effets psychologiques importants.
En mai 1937, la réorganisation bureaucratique du service sanitaire républicain est à l'origine de heurts avec la personnalité libertaire, innovatrice et créatrice de Norman Bethune qui retourne au Canada pour ensuite aller continuer son œuvre en Chine, alors en lutte contre l’invasion japonaise pendant la seconde guerre sino-japonaise. Il constate qu'il n'y a pas suffisamment de médecins qualifiés pour soigner les personnes blessées au cours de la guerre avec le Japon.
Arrivé en Chine avec une cargaison de matériel médical et une infirmière, Norman Bethune rejoint la Huitième armée de route de Mao Zedong à Yan'an dans le nord de la Chine. Dans les conditions de mobilité de la guérilla, Bethune organise des antennes mobiles chirurgicales sur la ligne de front avec tout le matériel transporté à dos de mulet : prototypes du Mobile Army Surgical Hospital (MASH). En plus des soins médicaux, Norman Bethune se consacre à la formation sur le tas d’infirmiers en six mois et de médecins en un an qui étaient les précurseurs des « médecins-aux-pieds-nus ». L’idée et la technologie didactique sont toujours à l’œuvre en Chine et dans les pays en développement.
Le Dr Bethune commence donc à offrir de la formation en premiers soins, en mesures sanitaires et en interventions chirurgicales simples. Il crée des hôpitaux de soins et d'enseignement, met sur pied des services médicaux mobiles et transporte des cliniques mobiles à cheval dans les montagnes.
En octobre 1939, tandis qu'il opère sans gants chirurgicaux un soldat blessé, il se coupe accidentellement la main. Il contracte alors une infection qui, en l'absence de pénicilline, se transforme en septicémie empoisonnant son sang. Norman Bethune meurt le 12 novembre 1939.

## Héritage
En pratique médicale, Bethune a fait œuvre de pionnier dans la formation professionnelle des médecins et des infirmiers sur le terrain de l’action qui a abouti à la configuration chinoise des « médecins-aux-pieds-nus » agissant en profondeur dans la population, en contraste aux « médecins-en-blouse-blanche » des institutions hospitalières éloignées physiquement et socialement des besoins médicaux et sociaux de la population. La médecine sociale est celle qui privilégie l’étiologie sociale de la maladie. Cette perception est celle d’une approche écosystémique qui consiste à s’éloigner pour mieux percevoir, à relier pour mieux comprendre et à situer pour mieux agir.
Le Dr Bethune a pris la problématique de la médecine sociale à la source en privilégiant la formation sur le terrain du personnel médical et en configurant les installations de soin au plus proche de la population en demande.
Son héritage canadien est l’instauration au Québec, dès 1969, 30 ans après sa mort, des CLSC, à la conjonction des services sociaux avec les services médicaux. Souples et de petite taille, ces CLSC sont répartis partout dans des régions éloignées des grandes villes et offrent une polyvalence de services, allant de soins médicaux ou psychologiques à de l’aide juridique.

## Honneurs et reconnaissances

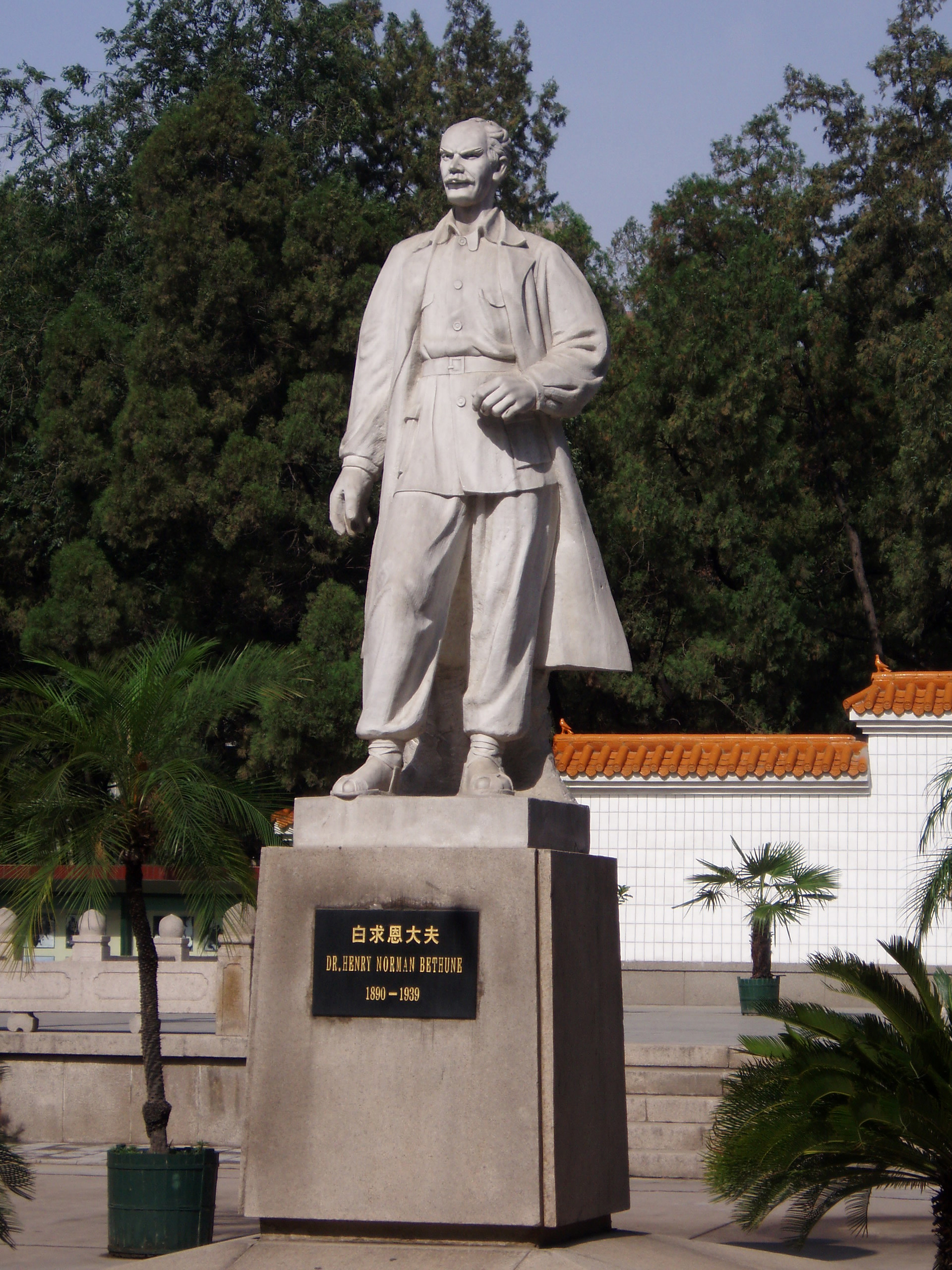
Statue de Norman Bethune à Shijiazhuang, province du Hebei, Chine.

En 1964, un film intitulé Dr Norman Bethune (chinois : 白求恩大夫 ; pinyin : Báiqiúēn dàifu ; litt. « Docteur Bethune ») a été tourné en Chine. Un américain, Gerald Tannebaum (en), y incarnait le médecin.
L’acteur canadien Donald Sutherland a joué le personnage de Norman Bethune dans deux films biographiques : Bethune (1977) et Bethune, the Making of a Hero (1990), une coproduction canado-franco-chinoise.
L'Office national du film du Canada a produit un documentaire sur Norman Bethune intitulé Bethune, héros de notre temps et un autre sur les volontaires canadiens du bataillon Mackenzie-Papineau (surnommé Bataillon Mac-Pap) des Brigades internationales intitulé Los Canadienses. Ces documentaires sur film et vidéocassette sont disponibles à travers les ambassades et consulats du Canada et autres institutions culturelles du Canada.
Il est membre du Temple de la renommée médicale canadienne.
Mao Zedong, président de la République populaire de Chine de 1949 à 1976, a écrit un essai en hommage à Norman Bethune, que tous les écoliers chinois avaient l'obligation de lire[réf. souhaitée]. En Chine, on lui a érigé une statue à Shijiazhuang, consacré un pavillon, un musée, une école et un hôpital.
En 1976, une place Norman-Bethune a été inaugurée à Montréal.
La Ligue communiste (Marxiste-Léniniste) du Canada devenue par la suite le Parti communiste ouvrier du Canada lui a dédié une chanson.

## Anecdotes
Son admiration pour son grand-père fut telle qu'il avait accroché la plaque de médecin de son grand-père à la porte de sa chambre et adopté son nom « Norman Béthune » à la place du sien « Henry Norman Béthune ». Cette admiration se rapportait à la fois à la médecine et à l'humanisme dans les affaires sociales. Elle s'est manifestée dans ses œuvres en chirurgie de guerre en première ligne et dans la médecine sociale.
Norman Bethune s’est toujours offusqué en entendant son nom prononcé à l’anglaise « Bethioun », dans un Canada bilingue, évoquant la ville française du nom de Béthune dans le Pas-de-Calais.
Dans les années 1960, le Canada de Pierre Elliott Trudeau a évoqué Bethune pour nouer des relations diplomatiques avec la Chine communiste.
Encore aujourd'hui on utilise en chirurgie thoracique un instrument appelé « écarteur de Bethune », appelé aussi « l'interne de fer », que l'on utilise pour maintenir l'écartement des côtes ou du sternum sectionné en 2 de haut en bas, lors de chirurgies cardiaques ou pulmonaires.